# 天文學辭彙
天文學辭彙是天文學上的一些術語。這項科學研究與關注的是在地球大氣層之外的天體和現象。天文學的領域有豐富的辭彙和大量的專業術語。
| 內容： A B C D E F G H I J K L M N O P Q R S T U V W X Y Z — 參看 |

## A
- A-type star：A型主序星是在哈佛光譜分類系統中光譜為A，以氫的巴耳末吸收線為主，亮度為V的主序星。其質量在太陽質量的1.4到2.1倍之間，表面溫度為7,600到10,000K，顏色通常是藍白或白色。
- absolute magnitude：絕對星等是衡量恆星絕對亮度的尺度。它被定義為如果恆星位於距離地球10秒差距，即32.6光年，它將顯示的視星等。

- accretion disk：吸積盤是以大致呈圓形，在軌道上環繞中心天體（例如恆星或黑洞）的瀰漫性物質。這些物質是從外部的來源被中心的天體所攫取，而摩擦會使物質以螺旋的路徑朝向內部的天體行進。

- active galactic nucleus（AGN）：活躍星系核是星系中心的一個緻密區域，在電磁頻譜的某些部分顯示出比正常光度高得多的亮度，其特徵表明光度不是由恆星產生的。擁有活躍星系核的星系被稱為活躍星系。

- albedo：反照率是一個天體（如行星）所接收的太陽輻照度比例，該輻射被漫反射離開天體。它是一個無量綱量，量測的結果通常以0（表示所有入射輻射全被吸收，如黑體）到1（表示全反射）的數值呈現。天體的反照率可能因入射輻射的光譜和角度分佈、被測天體的「層」（例如高層大氣與表面）以及這些層內的局部變化（例如雲量和地質或環境的表面特徵）而有很大差異。

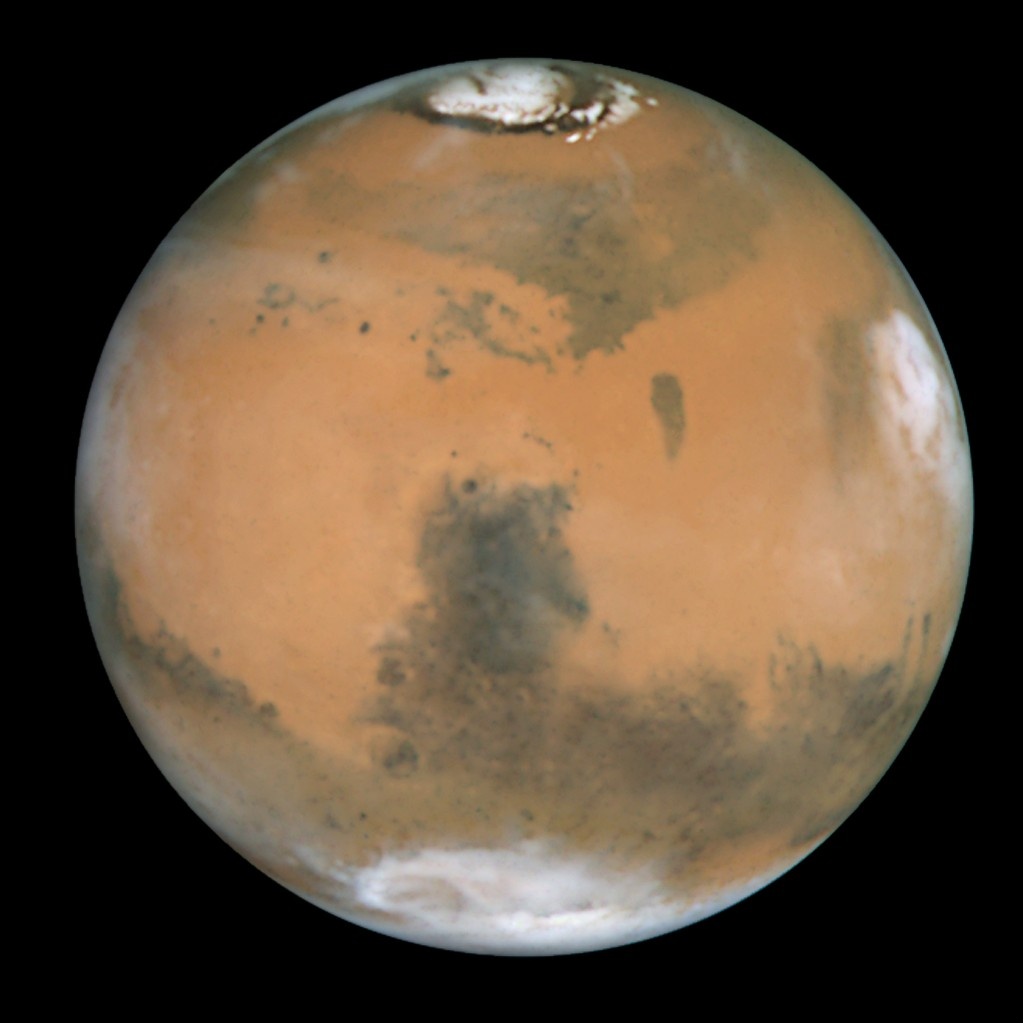
大瑟提斯高原（中央）是火星上突出的黑暗反照率特徵。

- albedo feature：反照率特徵是反射物體表面的一個大區域與相鄰區域相比，其亮度或暗度（反照率）有顯著的對比。

- Am star：金屬線星是一種化學性質特殊的恆星，通常是A型恆星，其光譜顯示某些金屬的異常增强或減弱。參見 metallicity。

- aphelion：遠日點是地球繞太陽運行的軌道上離太陽最遠的點。相對的點是perihelion（近日點）。

- apoapsis：遠心點是軌道上的天體離其主天體最遠的點。相對的點是periapsis（近心點）。

- apogee：遠地點是繞地球運行的天體（如月球或人造衛星）離地球最遠的點。相對的點是perigee（近地點）。

- apparent magnitude：視星等是地球上的觀測者量度天體所看見的亮度，調整後可以呈現不受大氣層影響情況下的值。顯示時，天體看起來越亮，其星等越低。

- appulse：合相是占星術的用詞。是觀測者從第三個天體看一個天體與另一個天體最接近的現象。

- apsis：拱點是一顆行星（天體）在軌道上，該天體與其主天體之間的兩個極端距離點之一。最接近或最小距離點，稱為近心點；最遠點或最大距離點，稱為遠心點。該術語也可用於指距離的值，而不是點本身。所有橢圓軌道正好有兩個apsides（近焦點與遠焦點）。

- argument of periapsis：近心點幅角是依據天體在軌道上的運動方向上測量，從天體軌道的升交點到其近心點的角度。它是用於表徵軌道的六個典型軌道元素之一。也稱為argument of perifocus或argument of pericenter。

- artificial satellite：人造衛星是人類有意將其送入軌道的物體，通常圍繞地球，但也有些是圍繞太陽系內的其它天體。相對的是natural satellite。

- ascending node：升交點是軌道上的物體通過參考平面向北移動的軌道節點（在地心和日心軌道上），也稱為north node；或軌道上的物體遠離觀察者的位置（在太陽系外的軌道上）。升交點相對於參考方向的位置，稱為升交點的經度，與其它參數一起用於描述軌道。相對的點為descending node（降交點）。

- aspect：視方位是從地球上看，行星或地球的月球相對於太陽的位置[1]。

- asterism：星群是從地球上認識夜空中恆星的一種組合圖案。它可以是官方星座的一部分，也可以是來自好幾個不同星座的數顆恆星組成。

- asteroid：小行星是太陽系小天體的一種，主要分布在火星與木星軌道之間，即繞太陽運行的距離不大於木星軌道的小天體。小行星在某種程度上與許多不同類型的類似天體有所區別：主要由塵埃和冰而不是礦物和岩石組成的太陽系小天體被稱為彗星；直徑小於一米的小天體被稱為流星體；非常大的小行星有時被稱為矮行星或星子；在大小和組成上與小行星相似但位於木星之外的小天體被稱為遙遠的小行星。

- asteroid belt：小行星帶是太陽系中的星周盤，大致位於火星和木星軌道之間，被許多形狀不規則的太陽系小天體佔據，大小從塵埃顆粒到小行星和矮行星不等。小行星帶通常被稱為主小行星帶或主帶，以將其與太陽系其它地區的其它小行星族群區分開來。

- astrobiology：天體生物學是一個跨學科領域，研究宇宙中生命系統的起源、進化、分佈和未來，包括太空中的有機化合物、地球上的非生物發生和極端環境適應、太陽系外行星的適居性、地外生命的可能存在，以及人類如何能够探測地外生物特徵的研究，以及其他主題。也稱為exobiology。

- astrodynamics：參見orbital mechanics（軌道力學）。

- astrogeology：天體地質學是研究行星及其衛星、小行星、彗星和隕石等固體地質的領域。研究與調查的重點是這些物體的組成、結構、過程和歷史。也稱為planetary geology（行星地質學）

- astrometric binary：天文聯星是聯星系統的一種，其可見分量的週期性引力擾動揭示了一個看不見的軌道伴星的證據。另見spectroscopic binary。

- astrometry：天體測量學是天文學的一個分支，涉及對恆星和其它天體的位置和運動的精確量測。

- astronomical body：天體也稱為 celestial body，是可觀測宇宙中一種自然存在的物理實體、關聯或結構，是一個單一的、緊密結合的、連續的結構，如恆星、行星、月球或小行星。儘管astronomical body和celestial body這兩個術語經常互換使用，但在科技上還是有區別的。

- astronomical catalogue：天體目錄是天文物體的清單，通常是因為它們具有共同的類型、形態、起源、檢測方式或發現方法，才會被組合在一起。也稱為astronomical catalog。

- astronomical object：天體也稱為celestial object，是存在於可觀測宇宙中的一種自然發生的物理實體、關聯或結構。這些天體包括複雜、凝聚力更小的結構，可能由多個天體甚至其他具有子結構的物體組成，例如行星系統、星團、星雲或星系。雖然術語"astronomical object"和"astronomical body"經常互換使用，但存在技術上的區別。

- astronomical symbol：天文符號是任何用於表示一個或多個天體、事件或理論結構的抽象圖形符號，例如太陽系行星、月相、黃道星座以及至點和分點。這些符號中的許多在歷史上很常用，但在現代，它們通常僅限於曆書和占星術，並且它們在科學文獻中的出現變得越來越少。不過仍有例外，例如太陽（☉），地球（🜨）和月球（☾）的符號，仍常用於天文常數和其它形式的速記。

- astronomical unit：天文單位是長度單位，主要用於測量太陽系內的距離，其次是測量地球與遙遠恆星之間的距離。最初被認為是地球繞太陽軌道的半長軸，現在更嚴格地定義為149,597,870.7公里（92,956,000英里；4.8481×10-6秒差距；1.5813×10-5光年）。

- astronomy：天文學是對天體和現象的科學研究，包括這些天體和現象的起源及其演化。

- astrophotography：天文攝影

- astrophysics：天體物理學是天文學的一個分支。它利用物理學和化學原理來確定天體和現象的性質，檢查諸如光度、密度、溫度和化學成分等特性（不是天體在空間中的位置或運動，這是天體力學的重點）。

- atmosphere：大氣層是由行星引力固定的氣體包層。這種氣體殼沒有明確的外部邊界，而是隨著高度的增加而變得越來越脆弱。該術語也可以應用於恆星大氣層，指的是恆星的可見外層。

- Autumnal equinox：秋分點是在一年當中，太陽由北向南穿越天球赤道時所經過的點。它也代表地球傾斜自轉軸的北極點開始偏離太陽的時刻（秋分）。

- axial precession：歲差是天體旋轉軸的方向由重力引起緩慢、連續的變化（進動）。該術語通常特指地球自轉軸相對於其軌道平面的方向在大約25,772年的週期內逐漸改變。這主要是由月球和太陽對地球赤道隆起的引力影響引起的。這種現象與地軸排列的其它變化（如章動和極移）相似，但幅度要大得多，並且是分點歲差在夜空中視進動的原因。

- axial tilt：轉軸傾角是天體的旋轉軸與其軌道軸（平面）之間的角度，或者等效地是其赤道平面和軌道平面之間的角度。軸向傾斜通常在單個軌道週期內不會發生很大變化;地球的軸向傾斜是季節的成因。轉軸傾角也稱為obliquity，且不同於軌道傾角。

- axis of rotation：自轉軸也稱為rotational axis，是轉動的一種。當旋轉軸通過物體質心時，該軸就是自轉軸。

- azimuth：方位角是沿觀察點地平線相對於真北方向的角度測量值。當與地平線以上的高度相結合時，它定義了物體在球面座標系中的當前位置。

## B

兩個質量相似的天體圍繞著一個共同的質心運行，這在聯星系統中是常見的。

- barycenter：質心是受引力約束的系統中，任何兩個或多個物體繞其軌道運行的共同引力中心。質心是參與系統的每個物體的橢圓軌道的焦點之一；它的位置受到每個物體的質量和它們之間距離的强烈影響。例如，在一個中心恆星的質量明顯大於繞軌道運行的行星質量的行星系統中，質心實際上可能位於恆星的半徑內。因此，儘管兩個天體實際上都繞著共同的質心運行，但行星似乎繞著恆星本身運行。

- baryogenesis：重子生成是在早期宇宙中產生一類被稱為重子的次原子粒子的過程，包括重子數量超過反重子的管道。

- Big Bang：大爆炸是關於可觀測宇宙起源的主流宇宙學模型。它描述了極高密度和溫度的起始條件，隨後是導致當前條件的持續膨脹。

- binary star：聯星是正好由兩顆恆星組成，圍繞它們共同質心運行的一種恆星系統。這個詞經常與雙星混用，儘管後者也可以指光學雙星，是一種與真正的雙星系統完全不同的視錯覺。

- black hole：黑洞是一種質量非常緊湊集中，以至於它創造了一個連光都無法逃離的空間區域。這個區域的外部邊界被稱為事件視界。

- blazar：耀變體是一種密度極高的高變能量源，被假定為是處於寄主星系中央的超大質量黑洞。

- break-up velocity：解體速度是快速旋轉的恆星產生的離心力與牛頓引力相匹配的表面速度。在超過這一點的旋轉速度下，恆星開始從其表面噴出物質[2]。也稱為critical velocity或critical rotation。

- brown dwarf：棕矮星是一種質量太低，無法在其核心維持氫-1的核融合的次恆星天體，後者是主序星上恆星的特徵。棕矮星仍然可以通過引力收縮和氘的聚變產生能量。

- bulge：核球在天文學中是指緊密聚集的一群恆星。通常就是指星系－特別是螺旋星系－中央區域的核心。但在歷史上，核球曾經被認為是有星盤環繞的橢圓星系。在銀河系是指核心呈現球體的區域。

## C
- coudé spectrograph：庫德攝譜儀是一台放置在反射望遠鏡的庫德焦點上的攝譜儀。當望遠鏡重新定向時，焦點保持靜止，這有利於重型光譜儀器的穩定安裝[3]。

- celestial equator：天球赤道是天體在天球上的一個假想的大圓，與天體赤道有著共同平面；換句話說，天球赤道是天體赤道投影在太空的影像。在地球上，天球赤道平面是赤道坐標系的基礎。由於地球的轉軸傾角，天球赤道現時相對於黃道傾斜23.44°。

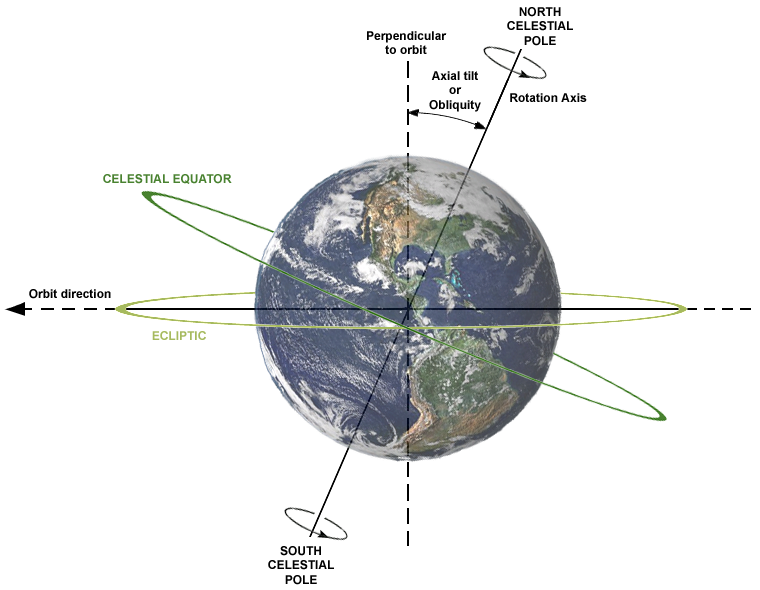
地球自轉軸、其天球赤道和圍繞太陽的軌道平面，稱為黃道之間的關係圖。請注意，地球的自轉軸並不垂直於黃道，而是傾斜的；這意味著，從地球上看，太陽的路徑在一年中似乎在天球赤道的上方和下方移動。

- celestial mechanics：天體力學是天文學的一個分支，研究所有類型的天體的運動，包括恆星、行星和自然l與人造衛星等。

- celestial meridian：子午圈。參見meridian。

- celestial pole：天極是地球天空中的兩個座標點之一，假設地球自轉軸的無限延伸與天球「相交」，即天空中直接位於地球北極和南極上空的兩個點，所有恆星似乎在一天中都圍繞這兩個點旋轉一周。天極形成了赤道坐標系的北極和南極。

- celestial sphere：天球是圍繞地球整個天空的假想球體，相對於背景恆星是靜止的。它是球面天文學的基礎。

- centaur：半人馬小行星是分布在外行星之間的太陽系小天體，其近日點或半長軸通常在古柏帶內，但在木星特洛伊小行星之外。半人馬小行星是海王星外天體，通常表現出小行星和彗星的特徵。此外，因為它們的軌道與一顆或多顆巨行星的軌道交叉，通常軌道也不穩定。

- central massive object（CMO）：中央大質量天體 是星系中心的任何非常大的質量聚集，通常是超大質量黑洞或緻密恒星核，但有時兩者都有。

- chromosphere：色球是太陽大氣層主要三層中的第二層，厚度大約2,000公里，位於光球層的上方和過渡區的下方。

- chromospheric activity index：色球活動指數是表示恆星色球層中磁活動的參數。這種活動的一種測量方法是logR′HK，其中R′HK是恆星單電離鈣H和K線的等效寬度，在對光球的光進行校正後。與輻射熱通量的比值[4]。Schröder等人（2009年）根據太陽型恆星的活動指數將其分為四級：非常活躍（log R′HK−4.2以上）、活躍（−4.2〜−4.75）、不活躍（−4.75〜−5.1）和非常不活躍（低於−5.1）[5]。

- circumstellar disc：星周盤 也可以拼寫為circumstellar disk，是由氣體、塵埃、微行星或軌道中圍繞恆星的碰撞碎片等，組成的薄餅狀或環狀堆積物。

- cis-Neptunian object：海王星內天體是距離在海王星軌道之內，但在木星軌道之外的天體。這包括冰凍的小行星，也就是所謂的半人馬小行星和海王星特洛伊。

- clearing the neighbourhood：清除鄰近的小天體意味著該天體在引力方面占據此處的主導地位，因此除了其天然衛星或受其引力影響的天體之外，周圍沒有其他大小相當的天體存在。根據國際天文學聯會（IAU）2006年通過的定義，「清除鄰近其他天體」被視為太陽系行星的三個必要標準之一。

- color index：色指數是一種數值，用於比較從電磁波譜的不同頻率波段測得的恆星光度。由於恆星的能量在不同頻譜上的輸出是溫度的函數，因此色指數可以用來表示恒星的溫度

- comet：彗星是太陽系小天體的一種，是相對較小、結冰的天體，但當它接近太陽時會顯示出擴展的特徵。來自太陽的能量在彗星表面蒸發揮發物，在彗星本體周圍產生可見的彗髮。有時彗星會產生一條長長的，背離太陽方向的彗尾。

- commensurability：通約性是圍繞同一天體運行的兩個天體間的一種性質，其軌道週期處於有理數的比例。例如，土星繞太陽的軌道週期非常接近木星軌道週期的5/2。

- common proper motion：共同自行是一個術語，用於表示兩顆或多顆恆星在觀測誤差範圍內共享相同的空間運動。也就是說，它們要麼具有幾乎相同的自行和徑向速度的參數，這可能表明它們之間有引力結合能或共享一個共同的起源[6]，要麼已知它們是引力束縛的（在這種情况下，它們的自行可能相當不同，但隨著時間的推移平均是相同的）。

- compact star：緻密星是與大多數普通原子物質相比，任何質量相對於其半徑非常高的天體。該術語通常指非常高密度的天體，如白矮星、中子星和黑洞，或半徑非常小的恆星殘骸。

- compact stellar nucleus：緻密星核，參見nuclear star cluster。

- conjunction：合是觀測者（通常是在地球上）觀察兩個天體或太空船具有相同赤經或相同黃道經度的現象。通俗的說，即從觀察者的角度來看，兩個天體體在天空中看起來最接近時的現象。

- constellation：星座是在天球上圍繞著一組特定的、可識別的恆星的區域。星座的名稱是根據傳統分配的，通常有一個基於神話的相關民間傳說，而現代對其邊界的劃分是由國際天文學聯合會於1930年確定的。相似但僅由一些亮星或特定恆星組成的是星群。

- corona：星冕是圍繞太陽等較冷恒星的電漿光環。日冕是在日全食期間，可以觀察到黑暗的月球盤面周圍的明亮輝光。日冕的溫度遠高於恆星表面的溫度，產生這種熱量的機制仍有待天文學家研究。

- coronal loop：冕環

- coronal mass ejection（CME）：日冕巨量噴發是太陽的電漿在日冕伴隨磁場大量噴發的現象，通常在閃焰之後或在日珥噴發期間出現。

- cosmic distance ladder：宇宙距離尺度是天文學家用以決定天體距離的一系天體演化學列方法。

- cosmic dust：宇宙塵，也稱為space dust，是存在於太空或已落在地球上，但來自太空的微小固體顆粒。宇宙塵通常由比地球的塵埃顆粒小得多的細微固體顆粒。

- cosmic microwave background（CMB）：宇宙微波背景 ，也稱為cosmic microwave background radiation（CMBR，宇宙微波背景輻射）。

- cosmic ray：宇宙射線是由高能質子和原子核組成的輻射，它們以接近光速在太空中移動，可能起源於太陽或太陽系之外。宇宙射線與地球大氣層的碰撞可以在空氣和表面產生巨大的影響。

- cosmogony：天體演化學是關於宇宙[起源的任何一種模型。

- cosmology：宇宙學是研究宇宙的起源、演化和最終命運的科學。

critical rotation：臨界旋轉
critical velocity：臨界速度，也稱為解體速度（break-up velocity）是旋轉體赤道處的表面速度，離心力平衡牛頓引力。在這樣的自轉速度下，物質很容易從赤道流失，形成星周盤。
- culmination：中天，也稱為meridian transit，是天體（例如太陽、月亮、行星、恆星、星座等）在觀測者所在地子午線上的視運動。在每一天中，地球的自轉都會使每一個天體在天球上沿著一條圓形路徑視運動，從而產生兩個穿過子午線的點：一個是「上頂點」，即物體到達地平線上方的最高點，另一個是近12小時後到達最低點的「下頂點」。 如果沒有其它限定，「達到頂點的時間」通常是指上頂點發生的時間。

## D
- Declination：赤緯是赤道坐標系統的一個單位量，相當於地理座標的緯度。在天球赤道以北的數值從0°至90°，以南的度數值是負值。,
- Decretion disk：侵蝕盤是從中央恆星噴出的氣體在接近克卜勒軌道跟隨著所形成的吸積盤。在許多的Be星可以發現環繞著的這種盤面[8]。
- Double star：雙星是在天球上出現，彼此靠得很近的一對恆星。這可能只是發生於偶然的機會，從地球看過去在幾乎同的視線上。如果這兩顆星在物理上彼此接近，它們會形成共同運動的一個聯星系統。
- Dwarf star：矮星通常是指分類上像太陽這樣的主序星，是相對於恆星演化中像參宿四和心宿二這樣的巨星的稱呼。令人混淆的是，矮這個詞也包括低質量的恆星殘骸，像是白矮星，以及次恆星的棕矮星。

## E

不同質量恆星演化的軌跡樣本。

- Early-type star：早型星是熱且大的恆星，這是相對於冷且小的晚型星的舊名詞。這個詞源自歷史上的恆星模型，假定恆星的早期開始於較高的溫度，然後隨著時間逐漸冷卻。它可以用來指稱任何特定恆星集團中溫度較高的恆星或類別，而不是一般所有恆星中的。
- Eccentricity：離心率是確認軌道偏離完美的圓圈有多少的一個參數。對一個橢圓軌道，離心率的範圍介於0與1之間。
- Ecliptic plane：黃道面是黃道所在的平面，這個平面是由地球繞太陽運行軌道定義的。因此，從地球看太陽的位置定義出這個平面與天球的相交。黃道平面被用作描述太陽系其它天體位置的參考平面。它不同於天球赤道，因為它對地球有轉軸傾角。
- Effective temperature：有效溫度是一顆恆星或行星發出的電磁波輻射總額與輻射出相同輻射的黑體所對應的溫度。
- Evolutionary track：演化軌跡是單獨的一顆恆星在赫羅圖上演化，特別是質量和結構，所遵循的預期路徑曲線。這條曲線的預測與溫度和亮度相結合，一顆恆星會在部分或所有區段都有留存期[9]。
- Extinction：消光是天體的電磁輻射被在觀測者和天體之間的物質（氣體和塵埃）吸收和散射。大氣消光對不同的波長有不同的量，在藍光的衰減比紅光多。

## F
- field galaxy：視場星系是不屬於任何星系團，絕大多數都存在於星系團之外，但是有自身引力場的星系。
- field star：視場星是在是觀測者的視線上存在於研究主體，像是星團，前方隨機存在的恆星。

## G
- Geometric albedo：幾何反照率是有相同橫截面的天體在從0到理想平片等不同相位角的全反射、漫反射（藍伯特反射）的比率。它是衡量被照明的天體散射回觀測者的亮度，其值從0到1之間。

## H
- H II region：電離氫區（H II區）是由年輕的大質量O型星提供動力，使氫原子被電離發出氫原子光譜的區域。來自這些熾熱恆星的紫外線光子使周圍環境中的氣體電離，星雲氣體在氫光譜線和其他元素中閃耀著明亮的光芒。由於O型恆星的壽命相對較短（通常為幾百萬年），電離氫區的存在表明最近在該位置發生了大質量恆星的形成。電離氫區通常位於螺旋星系的螺旋臂中，以及恆星形成中的不規則星系。

- heliocenter：日心是太陽精確的幾何中心，即依太陽形狀的以近橢球體內所有點的算術平均位置。

- heliocentric：日心論的。參考或與太陽的幾何中心有關的；以太陽為中心，例如日心軌道。

- heliopause ：太陽圈頂是太陽圈的外緣界，也被認為是太陽系的外層邊界。

- heliosphere：太陽圈是由太陽發出的電漿產生，在星際介質中巨大的氣泡狀空腔。太陽圈包括整個太陽系和太陽系以外的廣闊空間區域。它的外緣界限通常被認為是源自太陽的物質和源自銀河系的星際物質之間的邊界。

- Hertzsprung–Russell diagram：赫羅圖是恆星的光度與有效溫度的關係圖。根據使用情况，恆星的絕對星等可以代替光度，色指數或光譜類型可以代替溫度。一顆已知質量和成分的恆星在其演化過程中會沿著可預測的軌跡穿過這張圖表。因此，瞭解恆星的質量和金屬量可以估計其年齡。同一類型的恆星也被發現聚集在圖表的特定區域，包括主序星、紅巨星和白矮星等等。

- Hill sphere和Hill radius：希爾球是天體引力在其附近區域內可以主導其衛星運動，而不受到比其更大天體引力攝動的近似區域。它是根據第二個最具引力的物體，比如最近的恆星或星系核，來計算的。在這個半徑之外運動的衛星，往往會受到其它天體的攝動而遠離[10]。

- horizon：地平面是從天體表面上或附近的觀測者的角度觀察時，天體表面與其天空之間的明顯邊界。更通俗地說，是觀測者所在且垂直其天頂與天底連線的平面[11]。

- hour angle：時角是對於給定的天體，從觀測者的本地子午線到穿過該天體的時圈，沿天球赤道向西量測在天球上的角度距離[11]；或者，等效地，包含地球自轉軸和天頂的平面與包含地球自轉軸和給定天體的平面之間的角度。與赤經類似，時角是給定天體在天球上經線位置的常用方法之一。

- hour circle：時圈是在天球上畫的任何一個穿過天球兩極的假想大圓，因此它垂直於天球赤道[11]。與子午線類似，但還考慮到地面觀測者特定位置的地形和地理中心深度，使用時圈的概念可以描述天體相對於觀測者當地子午線的經度位置。

- hydrogen burning limit：氫燃燒限是一個天體不能通過核融合維持其表面亮度的臨界質量。這個質量極限約等於太陽質量的7%，形成了棕矮星和氫融合恆星之間的分界線[12]。

- hypergalaxy：超星系是由一個大星系和多個較小的衛星星系（通常是矮星系）及其星系暈組成的系統。銀河系和仙女座星系都是超星系的例子[13]。

## I
- Inferior planet：內側行星是一個古老的術語，有時用來指水星和金星。這是基於它們的軌道比地球更接近太陽的事實，因此在托勒密的地心宇宙觀中，這兩顆行星似乎是伴隨著太陽穿過天空。這與所謂的superior planet，例如火星不同，它的移動似乎與太陽無關。
- Interstellar medium：星際介質是存在於星系中的恆星空間之間的物質。這些物質主要的成分是氫和氦，但也會有一些由恆星貢獻的其他元素，會因為被增強而留下痕跡。
- Interstellar reddening：星際紅化是由星際物質增強的吸收或散射電磁輻射產生的效應，在天文學上產生影響的一種效應為消光。這種效應會導致，像是遙遠恆星的光，會比預期的偏紅或變得黯淡。不要將這種現象與單獨的紅移混淆。
- Isochrones：等齡線是赫羅圖上的曲線，顯示不同質量但有相同年齡的演化位置。與此相對的是有相同質量但不同年齡的演化軌跡。事實上，多個演化軌跡可以用於匯流等齡線的曲線。當恆星的質量可以被測定時，等齡線可以用來估計恆星的年齡。

## J
- Jeans instability：金斯不穩定性是星際氣體雲將開始坍縮形成恆星的物理狀態。當它是足夠冷或具有擾動的密度，使得重力足以克服氣體的壓力時，氣體雲會因為不穩定而坍縮。

## M
- Magnetosphere：磁層由電漿所形成的凸起區域，像是太陽風與行星或其他恆星的磁場進行交互作用。
- Main sequence：主序帶是恆星類別的一個區域，光度是連續和獨特的恆星。這些恆星的特性是在流體靜力平衡和在核心區域經歷氫的核融合。例如，太陽是一顆主序星。
- Meteor：流星是進入地球大氣層的流星體產生的電離蹤跡。
- Meteoroid：流星體是已經進入地球大氣層的小顆粒或巨石。如果它能夠存活下來而落到地面，就被稱為隕石（meteorite）。
- Meteor shower：流星雨是一系列看似從天空上一個點輻射出來的流星。這些是由一些較大的天體，例如彗星的所產生的碎片，因此它們遵循大致相同的軌道。因此它們每年會再次出現，這使得流星雨可以預測。
- Metallicity：金屬量是氫和氦以外元素的豐度。要注意，這兒所謂的金屬並不是一般人所認知的金屬。
- Minor planet：小行星是在軌道上繞行太陽運轉的天體，但它既不是主要的行星，也不是源自彗星。衛星不是小行星，因為它繞行著另一個天體。
- Molecular clouds：分子雲是星際雲的一種，那兒的條件允許分子，包括氫分子的存在。
- Morning width或rise width：Morning width是在東方的天體，從地平升起的方位至所在高度的角距離。
- Moving group或stellar association：移動星群或運動群是組織鬆散，但一起穿越太空的天體。儘管這些成員是誕生在同一個分子雲，但彼此間經相隔太遠，而不再受引力約束的集團。

## N
- Nebula：星雲是指朦朧的雲氣區域。在現代，它意味著由塵埃、氫、氦和其它電離氣體構成的星際雲。從歷史上看，它也被用來指不能解析納入個別天體的擴展光源，像是星團和星系。
- Neutron star：中子星是幾乎全由中子組成的一種恆星殘骸。中子是一種不帶電性的次原子粒子。通常情況下，中子星的質量大約是2倍的太陽質量，但它的半徑只有12 km（7.5 mi）。
- Number density：數量密度是某些特定粒子或物體在每單位體積內的數量。對於原子、分子、或次原子粒子，這個體積通常是立方公分（cm−3）或立方米（m−3）。對恆星，則使用立方秒差距（pc−3）。

## O
- OB association：OB星協是不被引力束縛住的一組大質量恆星，但在空間中通過鬆散的結合一起移動。名稱中的OB是因為這些恆星的光譜分類是O型或B型的恆星。
- Opacity：不透明度是測量能量的輻射傳輸所受到物質的阻力。在恆星內，它是確定對流是否發生的一個重要因素。
- Open cluster：疏散星團是在一個分子雲中，受到引力束縛，而由數千顆恆星聚集所形成的集團。
- Opposition：衝是兩顆天體在天空中位於相對於地球兩側時的位置。例如，當一顆外側行星最接近地球時，通常是在衝日的位置。
- Orbital elements：軌道根數是定義軌道唯一性的參數。

## P

從地球上看恆星的距離，視差一角秒時，轉換成距離為一秒差距的示意圖。此圖未依照比例繪製。

- Parsec：秒差距是視差和角秒的混成詞。從地球軌道觀察一顆恆星的視差恰好是1角秒時的距離。1秒差距相當於3.2616光年，或是206265天文單位。
- Periapsis：近點是在軌道上的兩個天體最接近的點。
- Phase angle：相位角是從一個特殊的觀點，像是從地球，觀察軌道上的天體與太陽之間的距角或角度。它可以測量一顆行星或月球可見表面位於陰影中的量。像金星這種內側行星，從地球觀察通常有較小的相位角，所以通常看起來是眉月形。像是火星和木星這種外側行星，通常有高相位角，所以能看見的陰影部分較少。
- Planetary differentiation：行星分異是行星分離出不同成分，使它發展出不同層次結構（例如金屬的核心）的過程。
- Precession：進動物體自轉軸的方向緩慢改變的物理現象。對地球而言，這稱為歲差。拱點進動的意思是指軌道的拱點穩定的改變，例如水星的拱點進動，經由廣義相對論的理論獲得解釋。
- Proper motion：自行是天體在一定時間間隔，通常是好幾年，的角移動量。對恆星而言，通常是毫角秒/每年。以前稱為固有運動。
- Protostar：原恆星是星際雲坍縮形成的質量凝聚體。依但有足夠的質量凝聚在核心，它就會成為主序前星。

## R
- Radial velocity：徑向速度是物體沿著視線方向的速度，正值是指示一個漸行漸遠的物體。一個天體，像是恆星，會由於另一個天體的引力攝動，或是表面的徑向脈動而改變徑向速度。例如後者，出現在仙王座β型變星。
- Right ascension：赤經是赤道坐標系統的一個單位量，相當於地理座標的經度。它將天球赤道等分為24時，每時60分。
- Roche limit：洛希極限是天體的潮汐力匹配在軌道上的天體自身引力的距離。在這個距離之內，潮汐力會造成軌道上的天體瓦解，通常會分解和形成環。在這個極限之外，鬆散的材料將趨向於結合。

## S
- Semi-major axis：半長軸是橢圓最大長度的一半。它用來給克卜勒軌道上兩個天體，像是一個聯星系統，實際的規模。然而，當系統的實際距離未知時，給出的半長軸可能是一個角度。
- Spectroscopic binary：光譜聯星是使用望遠鏡還無法分辨出個別元件的一種聯星。取而代之的是，聯星的證據來自於在光譜中觀察到的變化，因為這兩者在各自軌道上徑向速度的改變造成都卜勒效應。
- Starfield或star field：星場指的是在任意大小的一套望遠鏡的視野中可以看見恆星的範圍，通常是在天球上感興趣的範圍內。
- Stellar atmosphere：恆星大氣層或恆星的環境，是一顆恆星最外層的區域。雖然它只佔恆星質量很小的一部分，但在一些演化中的恆星，可以佔有半徑值得注意的很大一部分。
- Stellar classification：恆星分類是依據恆星的光譜所進行的分類。現代的MK光譜分類系統是基於溫度和亮度的二維分類。
- Superior planet：外側行星是一個古老的術語，用來指出距離太陽比地球更遠的行星，像是土星。 這個名詞起源於托勒密地心說的宇宙觀。
- Synodic period：會合週期是以恆星做背景，計算給定的天體完整地繞行另一個天體一次所經歷的時間。

## T
- Telluric stars：碲星有著幾乎平淡無奇的連續光譜，可以用來校正地球大氣層對其他恆星光譜造成汙染的影響。例如，在大氣層中的水汽在6800Å創造出明顯的吸收帶。這些特徵需要進行修正以達到一個更準確的光譜。
- Thin disk population：薄盤族是在銀河系的旋臂區域形成和發展的大多數恆星組成的族群。它圍繞著銀河平面的中心，深度大約300-400秒差距（980-1300光年）。相對於厚盤和星系暈的成員，屬於這個族群的恆星，其軌道通常都躺在或接近這個盤面[14]。
- Tidal braking或tidal acceleration：潮汐制動或潮汐加速是天體和軌道上的衛星之間因潮汐力造成動量轉移的結果。這可以造成兩個天體自轉週期的改變以及改變相互間的軌道。在逆行軌道上的衛星因為主體而逐漸減速，同時減緩這兩個機構的自轉速率。
- Tidal locking：潮汐鎖定是衛星始終以同一面朝向母天體，這是受到潮汐制動的最後結果。月球是被地球潮汐鎖定的一個例子。
- Transit：凌是小天體橫越過大天體前方的一種天文事件。2012年的金星從太陽前方躍過的金星凌日就是這種事件的例子。因為凌會導致兩個天體的淨亮度降低，因此當系外行星過宿主星的前方時，可以用凌日法檢測出太陽系外的行星。若凌的天體與被凌的天體大小相當或更大，則稱為掩星。

## V
- Vernal equinox：春分點是太陽由南向北橫越天球赤道所經過的點，它也代表著地球的北極開始朝向太陽傾斜的時刻。

## W
- Weak-line star：弱線星是在恆星分類中，有相同譜線，但相較於標準恆星，其譜線是模糊不清的。因為大部分的吸收譜線是由氫和氦以外的元素造成，而天文學家稱這些元素都是金屬，所以有時也稱為弱金屬星[15]。
- White dwarf：白矮星是一種主要由電子簡併物質構成的恆星殘骸。白矮星缺乏繼續核融合反應過程所需要的質量，所以這種天體輸出的能量來自輻射冷卻。（參見nova和Ia超新星。）

## Z
- Zenith：天頂是天空中在頭頂正上方的點，在地球上是高度角為90度的特定位置。

## 參看
- 天文學綱要
- 常用的天文學符號
- 物理学词汇表
- 經典物理術語
- 天文學普通符號列表
- 天體目錄列表
- 航空航天工程词汇表
- 天文學縮略詞表
- 現代星座與星座列表

## 外部連結
- 天文学名词 （中文）（中国科学院国家天文台）
- 術語在線 （中文）（全国科学技术名词审定委员会）
- , A Knowledgebase for Extragalactic Astronomy and Cosmology (NASA/IPAC), January 10, 2006  [2012-02-19], （原始内容存档于2021-02-25）
- , Public Outreach (European Southern Observatory),   [2012-02-21], （原始内容存档于2010-02-16）
- , International Comet Quarterly (Harvard University),   [2012-02-20], （原始内容存档于2012-02-11）